# Cherry Delight: The Sexecutioner
Cherry Delight: The Sexecutioner war eine Romanreihe aus dem Genre der Sexpionage-Erotik-Literatur, die als Leisure Books im Scripts-Verlag, Sydney, erschien.
Der Autorenname Glen Chase ist ein Sammelpseudonym von Gardner Fox, Rochelle Larkin und Leonard Levison.
Der Titel der Serie ist dem der Reihe The Executioner von Don Pendleton nachgebildet, einer sehr populären amerikanischen Action-Reihe mit inzwischen über 450 Bänden und einer Gesamtauflage von über 200 Millionen.
Die Titelheldin Cherry Delight arbeitet für eine Organisation namens N.Y.M.P.H.O., was angeblich für N.Y. Mafia Prosecution and Harassment Organization steht, tatsächlich ist im Englischen nympho eine Kurzform von nymphomaniac, also „Nymphomanin“. Das zugrundeliegende Muster bezieht sich auf die Fernsehserie The Man from U.N.C.L.E. und wurde von ähnlich orientierte Softporno-Reihen zuvor schon mehrfach verwendet, zum Beispiel in der ebenfalls von Gardner Fox verfassten Serie The Lady from L.U.S.T.
Von 1972 bis 1975 erschienen in der Reihe zunächst 24 Titel:
- 1 The Italian Connection (1971)
- 2 Tong In Cheek (1973)
- 3 Silverfinger (1973)
- 4 Up Your Ante (1973)
- 5 Crack Shot (1973)
- 6 I'm Cherry, Fly Me (1973)
- 7 Chuck You, Farley (1973)
- 8 Hot Rocks (1973)
- 9 The Jersey Bounce (1974)
- 10 Made In Japan (1974)
- 11 Broad Jump (1974)
- 12 Fire In The Hole (1974)
- 13 Over the Hump (1974)
- 14 In A Pinch (1974)
- 15 What A Way To Go (1974)
- 16 Busted! (1974)
- 17 Treasure Chest (1974)
- 18 Hang Loose (1974)
- 19 In A Bind (1975)
- 20 Always On Sunday (1975)
- 21 Mexican Standoff (1975)
- 22 The Big Bankroll (1975)
- 23 Lights! Action! Murder! (1975)
- 24 Roman Candle (1975)

Diese ersten 24 Bände wurden wohl sämtlich von Gardner Fox verfasst. Die folgenden 5 Bände, die unter dem Reihentitel The All New Cherry Delight 1977/1978 erschienen, hatten mit Ausnahme von Where The Action Is, der von Leonard Levinson stammt, Rochelle Larkin zum Autor. Die Titel sind:
- The Devil To Pay (1977)
- Greek Fire (1977)
- Where The Action Is (1977)
- The Moorland Monster (1977)
- The Man Who Was God (1978)

Einige Bände erschienen unter dem Reihentitel Cherry O bei Édition et publications premières in französischer Übersetzung.